# Elecciones generales de San Martín de 1967
Elecciones generales iban a tener lugar en Sint Maarten en 1967, pero no se realizaron porque el Partido Democrático gobernante fue el único en postular una lista.

## Resultados
| Partido                             | Votos | % | Escaños | +/– |
| ----------------------------------- | ----- | - | ------- | --- |
| Partido Democrático                 |       |   | 5       | +1  |
| Votos en blanco/nulos               |       | – | –       | –   |
| Total                               |       |   | 5       | –   |
| Electores registrados/participación |       |   | –       | –   |
| Fuente: Lynch & Lynch               |       |   |         |     |